# François Braida
François Braida, (en italien : Francesco Braida, aussi: Brayda) né le 7 septembre 1756 à Nice, alors dans le royaume de Sardaigne, et mort en novembre 1835 à Gênes (royaume de Sardaigne, est juriste et homme politique franco-italien, avocat des pauvres au senat de Piémont en 1795, membre du Gouvernement provisoire de la Nation piémontaise en 1798 et 1800, préfet napoléonien de Marengo en 1801, représentant au Corps législatif à Paris pour le département de la Doire en 1802 et senateur au Senat de Gènes en 1827.

## Biographie
Francesco est né à Nice (paroisse Sainte-Reparate) où son père, chirurgien à l'armée de Sardaigne originaire de Gravière près Turin, était stationné. Il fait des études à l'universite de Cagliari et de Turin où il obtient son doctorat en droit le 29 avril 1778. Peu après, il est nommé le 19 juin 1779 professeur de droit ecclésiastique à l'universite de Cagliari, puis avocat fiscal en Sardaigne. Après un dissident avec le vice-roi Solaro, seigneur de Maretta, il est muté en Piémont, où il est nommé le 20 octobre 1795 Avocat des pauvres et dans cette qualité il est aussi membre du Senat de Turin. 
Pendant la première occupation révolutionnaire française du Piémont, le général en chef à l'Armée d'Italie Joubert nomme le 9 décembre 1798 Braida membre du Gouvernement provisoire de la Nation piémontaise.  
Destitué le 2 avril 1799 pendant l'occupation Austro-Russe du Piémont, il est pendant la seconde occupation française nommé le 27 juin 1800 par le général Berthier membre de la Consulte piémontaise et de la Commission du gouvernement. Cette commission, considéré trop indépendantiste, est dissoute le 4 october 1800. Braida se retrouve maintenu par l'administrateur général du Piémont Jourdan pour le nouveau gouvernement provisoire du 19 avril 1801, qui doit préparer l'annexion à la France. À l'annexion, Napoléon le nomme préfet de Marengo Il y reste du 3 juin au 7 août 1801. Membre du Jury d'instruction publique de la 27e division militaire de 1802 à 1803, il contribue à la reforme de l'enseignement en Piémont suivant les lois françaises, mais leur travail de reforme est abruptement arrêté au moment que Jourdan est remplacé par Jacques-François de Menou comme administrateur de Piémont et que la jury est accusé de fraude. Destitués, les trois membres du jury écrivent un rapport apologétique de leurs activités,.     
Il est par la suite président de la cour de justice criminelle et spéciale dans Suze et Marengo à Casale Monferrato, et de 1811 à 1814 président de chambre en la cour impériale de Gènes. En 1814, fidèle à Napoléon et suspect de conspiraqtion, il doit se retirer et ne donne plus que des consultations comme avocat. 
Réhabilite, il est nommé en 1827 membre du Sénat de Gènes.
Il est membre de l'Accademia Italiana.

## Honneurs
- 4 mai 1805 : chevalier de la Légion d'honneur[12]